# Wilhelm Tempel
Ernst Wilhelm Leberecht Tempel (4 de desembre de 1821 – 16 de març de 1889) fou un astrònom alemany que va treballar a Marsella fins a l'esclat de la Guerra francoprussiana en 1870, data en la qual es va mudar a Itàlia.
Va ser un descobridor d'estels prolífic, en va descobrir o codescobrir 21 en total, inclòs el cometa 55P/Tempel-Tuttle, ara conegut per ser el cometa que dona lloc a la pluja d'estels anomenada Leònids, i el 9P/Tempel 1, l'objectiu de la sonda espacial de la NASA Deep Impact l'any 2005. Altres cometes periòdics que porten el seu nom són el 10P/Tempel i el 11P/Tempel-Swift-LINEAR. També va descobrir 5 asteroides: Angelina, Cibeles, Galatea, Terpsícore i Cloto.
Va guanyar el premi Valz l'any 1880.
L'asteroide (3808) Tempel porta el seu nom en el seu honor.